# Вегкала (станція)
60°17′42″ пн. ш. 24°50′37″ сх. д. / 60.29497778° пн. ш. 24.84362778° сх. д.
Вегкала (фін. Vehkalan rautatieasema, швед. Veckals järnvägsstation) — залізнична станція мережі приміських залізниць Гельсінкі, розташована в Мюллімякі, Вантаа, на північ від кільця III, на північ від Гельсінкі-Центральний, між станціями Вантаанкоскі та Ківістьо.
Пасажирообіг у 2019 склав 271,626 осіб.
Відкрита 1 липня 2015.
Конструкція — наземна відкрита, з однією прямою острівною платформою. 

## Пересадки
- Автобуси: 432, 433, 433K, 573